# Pomacea lineata
Pomacea lineata е вид коремоного от семейство Ampullariidae.

## Разпространение
Видът е разпространен в Бразилия (Баия).